# Mniochloa pulchella
Mniochloa pulchella là một loài thực vật có hoa trong họ Hòa thảo. Loài này được (Griseb.) Chase mô tả khoa học đầu tiên năm 1908.